# Агальматолит
Агальматолит (от др.-греч. ἄγαλμα, род. п. ἀγάλματος — «украшение», «статуя» и λίθος — «камень») — плотная скрытокристаллическая мелкозернистая метаморфическая горная порода, состоящая из минерала пирофиллита, обычно с примесью талька, слюдистых и каолиновых минералов. Термин введен в минералогическую номенклатуру в 1797 году.
Синонимы: бихарит, восковой камень, жировик (жировиком и восковым камнем часто называют также мыльный камень), картинный камень, кореит, пагодит (от изготовлявшихся из породы декоративных миниатюрных пагод).
Залегает в виде небольших пластов и прожилков среди метаморфических сланцев, а также гидротермально измененных вулканогенных пород. Образуется в результате низкотемпературных гидротермальных процессов.

## Свойства
Различные образцы агальматолита могут иметь различные состав и происхождение.
Непрозрачный. Цвет белый, серый с зеленоватым и желтоватым, буро-жёлтый, красно-бурый, зелёный, реже наблюдаются оттенки красного цвета, вплоть до тёмно-вишнёвого, иногда имеются цветовой рисунок или пятна.

## Месторождения
Месторождения известны в России (Тува, Бурятия, Урал, Алтай), на Украине, в Узбекистане, Корее, Японии, Китае, Чехии, Румынии, Казахстане, Перу.

## Применение
Агальматолит может применяться как поделочный, декоративный и облицовочный камень, а также в промышленности огнеупоров, приборостроении, электротехнике.
На Дальнем Востоке из агальматолита с древности вырезают предметы обихода, мелкие декоративные предметы. В Киевской Руси в X—XIII веках из волынских агальматолитов вырезали архитектурные детали храмов.

## Токсичность
Работа с агальматолитом представляет серьезный риск развития пневмокониоза и требует строгого соблюдения мер по защите органов дыхания. У шахтеров, добывающих и обрабатывающих агальматолит, была выявлена смешанная пылевая пневмокониоза, обусловленная вдыханием кварца, пирофиллита, слюды и каолинита. Несмотря на преобладание кварца в составе легочной пыли (70%), значительное содержание пирофиллита (10,8% и 14,4%) и корреляция минерального состава пыли в легких с составом породы указывают на патогенное воздействие агальматолита.